# Jowzdān
Jowzdān (persiska: جوزدان) är en ort i Iran.   Den ligger i provinsen Esfahan, i den centrala delen av landet, 300 km söder om huvudstaden Teheran. Jowzdān ligger 1 630 meter över havet och antalet invånare är 6 393.
Terrängen runt Jowzdān är platt åt nordost, men åt sydväst är den kuperad.Runt Jowzdān är det tätbefolkat, med 735 invånare per kvadratkilometer. Närmaste större samhälle är Najafābād, 8,6 km norr om Jowzdān. Trakten runt Jowzdān består till största delen av jordbruksmark.